# Tuyên Hóa (huyện cũ)
Tuyên Hóa (chữ Hán giản thể: 宣化县) là một huyện thuộc địa cấp thị Trương Gia Khẩu, tỉnh Hà Bắc, Cộng hòa Nhân dân Trung Hoa.
Huyện này là một phần của huyện Tuyên Hóa được lập vào đời Thanh, có diện tích 2095 ki-lô-mét vuông, dân số 300.000 người. Trụ sở huyện được đặt ở số 14, đường Đông Mã, quận Tuyên Hóa. Năm 1949, huyện Tuyên Hóa của nhà Thanh được đổi tên thành thành phố cấp huyện Tuyên Hóa, năm 1955 nhập vào Trương Gia Khẩu với tên quận Tuyên Hóa, năm 1960 phục hồi thành phố cấp huyện Tuyên Hóa. Năm 1961, chia đặt huyện Tuyên Hóa, cả thành phố cấp huyện và huyện Tuyên Hóa cùng tồn tại; năm 1963, thành phố cấp huyện đổi thành hạt khu thuộc thành phố Trương Gia Khẩu. Nông sản có: ngũ cốc, cao lương. Khoáng sản có: than đá, quặng sắt. Tuyến đường sắt Kinh-Bao chạy qua huyện này. Năm 2016, huyện bị triệt tiêu, nhập vào khu.